# Sarnikierz
Sarnikierz (deutsch Dorotheenthal) ist ein Dorf in der polnischen Woiwodschaft Westpommern. Es gehört zur Gmina Węgorzyno (Stadt- und Landgemeinde Wangerin) im Powiat Łobeski (Labeser Kreis).

## Geographische Lage
Das Dorf liegt in Hinterpommern, gut 60 km östlich von Stettin und etwa 19 km südwestlich der Kreisstadt Łobez (Labes). Es hat die Form einer Streusiedlung. Westlich des Dorfes erstreckt sich der See Dłusko (Dolgensee). 
Die nächsten Nachbarorte sind im Nordwesten Cieszyno (Blankenhagen), im Nordosten Podlipce (Piepstock) und im Südosten Wierzchucice (Friedrichsfelde).

## Geschichte
Dorotheenthal wurde nach 1852 zur eigenständigen Gemeinde erhoben; zwar wurde der Ort bereits um 1850 erwähnt,
bei der Volkszählung 1852 jedoch noch nicht als eigenständige Gemeinde aufgeführt.  Um 1870 bildete Dorotheenthal eine Siedlung („Colonie“) im Gutsbezirk des Rittergutes Blankenhagen. Damals gab es hier 52 Wohnhäuser, in denen 298 Einwohner in 55 Haushaltungen lebten. Der Viehbestand betrug 6 Pferde, 76 Rinder und 135 Schafe. 
Später bildete Dorotheenthal eine eigene Landgemeinde im Kreis Regenwalde der Provinz Pommern. Das Dorf gehörte zum Amtsbezirk Ruhnow. In der Gemeinde wurden im Jahre 1933 203  Einwohner gezählt, im Jahre 1939 201 Einwohner.  Zu der Gemeinde gehörten neben Dorotheenthal keine weiteren Wohnplätze.
1945 wurde Dorotheenthal, wie ganz Hinterpommern (mit Ausnahme militärischer Sperrgebiete), seitens der sowjetischen Besatzungsmacht der Volksrepublik Polen zur Verwaltung unterstellt. Bald darauf begann die Zuwanderung von Polen. In der Folgezeit wurde die einheimische Bevölkerung von der polnischen Administration aus dem Kreisgebiet vertrieben. Der Ort erhielt den polnischen Namen „Sarnikierz“.